# Lago Kubenskoye

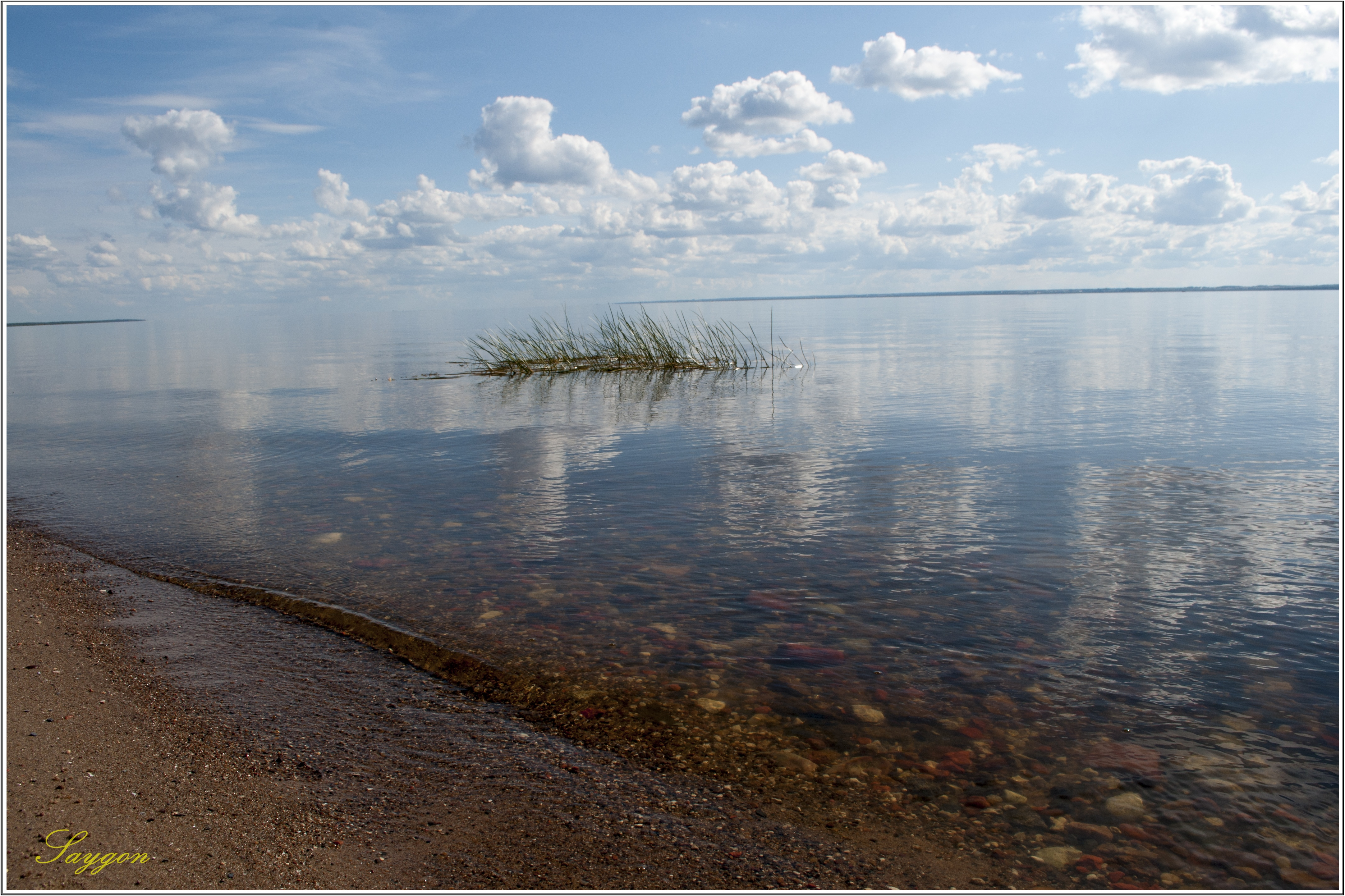
Vista del lago

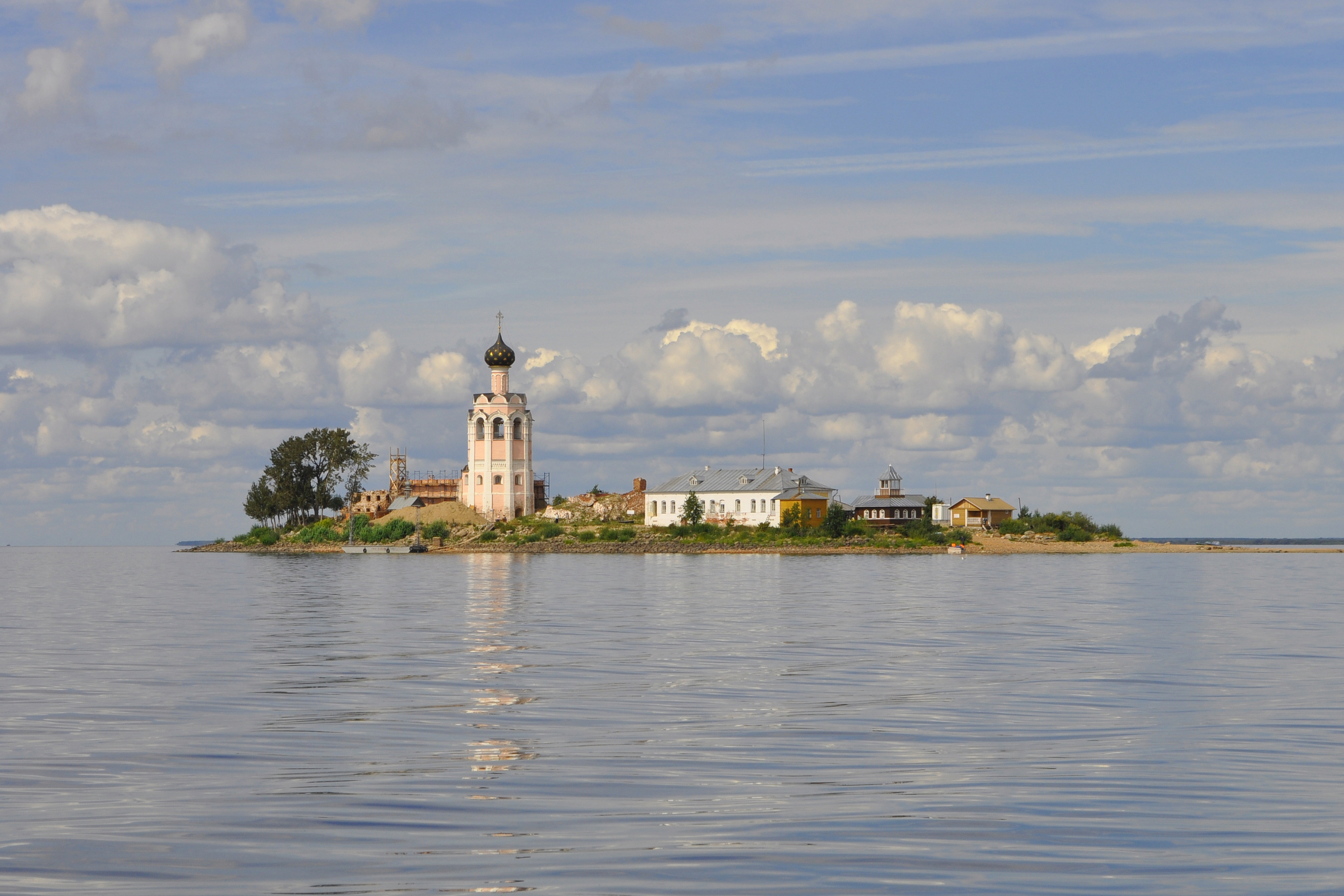
Vista del monasterio Spaso-Kamenny en la isla Kamenny

El lago Kubenskoye (en ruso: Кубенское озеро, Kubenskoe ozero) o Kubenskoe (obsoleto, Kubinskoe) es un lago de origen glacial-tectónico que se encuentra en el norte de la Rusia europea.
El lago, grande y poco profundo, se sitúa en un entorno de tierras bajas del paisaje central del óblast de Vologda, en la frontera de los raiones de Vólogda (oeste), Sókol (sureste) y Ustye-Kýbenskoye (este). Pertenece a la cuenca del Dvina Septentrional, siendo la fuente del río Sújona, que fluye en la esquina sureste del lago. Situado a una altitud de 110,1 metros sobre el nivel medio del mar, tiene una superficie de 417 km² y una longitud de 54 km (NO-SE).

## Morfología
El lago tiene una forma alargada, ubicada a una altitud de 110.1 m sobre el nivel del mar en unas tierras bajas pantanosas; tiene una longitud de entre 54-60 km, y una anchura de 10-15 km, con un área de 370 a 417 km² (el área del lago es inestable debido a la inundación anual de las costas bajas con aguas derretidas). (El área del lago incluyendo las islas de los deltas es de 648 km²). En términos de área, el lago Vozhe es el cuarto lago natural del óblast de Vologda (detrás del lago Onega, del lago Beloye y del lago Vozhe) y el quinto lago (también detrás del embalse de Rybinsk). La cuenca del lago es de 14 700 km² y drena gran parte de las zonas central y norte del óblast de Vologda, así como partes del distrito de Konoshsky del óblast de Arcángel. El principal afluente del lago es el río Kubena.
La amplitud a largo plazo de las oscilaciones del borde del agua alcanza los 6 m y la amplitud intraanual es de 3-4 m.
El fondo del lago es mayoritariamente arenoso. La profundidad media del lago es de 2.5 m, la máxima de 13 m. Poco a poco se está volviendo menos profundo, el lado suroeste del lago se ha alejado del empinado banco de raíces en aproximadamente 2 km, y el noreste en 10-16 km. Los niveles de agua anteriores solo se pueden juzgar por las murallas y terrazas conservadas del lecho del río. La alimentación es mixta, con predominio de la nieve. El lago se congela en octubre-noviembre, y se abre a fines de abril-mayo.
El lago es conocido por sus frecuentes tormentas y fluctuaciones estacionales del nivel del agua. La variación estacional promedio es de 2,4 m y la máxima es de 5,49 m. El lago tiene forma alargada en dirección NO-SE.

## Afluentes y acciones
Cerca de 30 ríos desembocan en el lago, siendo los principales el Kubena y el Uftuga. Desde el lago fluye el río Sújona, en cuya fuente se ha construido una presa de regulación con una esclusa navegable Znamenyy. En el invierno, la compuerta "Famosa" se hunde hasta el fondo (base de la presa), y está en esta posición hasta el final de la inundación del Sújona. Esta solución es causada por el hecho de que durante la inundación (finales de abril - principios de mayo) el Sújona en el área desde la desembocadura del río Vologda fluye de regreso hacia el lago Kubensky (cambia su dirección) debido al fuerte remanso de las aguas de inundación debajo de Ust'ya-Vologodsky. De hecho, el lago Kubenskoye es un embalse, siendo el principal embalse de agua potable del centro regional, Vologda.

## Navegación
El lago es parte de dos sistemas navegables: el del Dvina Septentrional y el del Volga-Báltico. Los amplios bancos de arena frente a la costa, especialmente en el suroeste, dificultan la navegación. Las crestas pedregosas se encuentran en lugares, al norte de la desembocadura del río Uftugi y cerca de la isla Kamenny. La vía navegable del lago es estrecha, solo unos pocos kilómetros, y tiene un fondo fangoso. En el otoño se observa una caída significativa en el nivel del agua. El sistema Dvina del Norte (el canal del duque de Wirtemberg) está conectado a través del río Sheksna con el canal Volga-Báltico (anteriormente el sistema de agua Mariinsky). En el lago se ha desarrollado la pesca.

## Historia
El lago fue colonizado por los rusos en el siglo XII, cuando se fundó, cerca de la desembocadura del río Kuben, en la isla de Kamenny, un monasterio masculino, el monasterio Kamenny. Desde la década de 1990, se han acometido trabajos de restauración. En 2017, el monasterio fue revivido oficialmente.
Una rama de los príncipes de Yaroslavl poseía tierras en las cercanías y era conocida como los príncipes Kubensky. Desde 1828, el lago ha sido parte del sistema de canales Volga-Dvina Septentrional. El término más oriental del canal del Dvina Septentrional está en el extremo del noroccidental del lago. En 1917, se construyó una presa en la salida del Sujona, convirtiendo al lago en un embalse.

## Arqueología
Cerca de la parte del estuario del río Dmitrovka, en el borde elevado de la moderna llanura de inundación y en las tempranas terrazas de la llanura de inundación frente al lago Kubensky, en el área de agua del Paboloozero Zabolotsky cerca del pueblo de Minino, se han encontrado sitios de la era mesolítica y neolítica —Minino II y Minino I—, datados por radiocarbono en 8400±40 - 9435±40 y 6165±45 - 9435±55 respectivamente. Hay enterramientos dejados por la antigua población rusa de los siglos XI-XIII.